# Gelis caudatus
Gelis caudatus är en stekelart som först beskrevs av Rudow 1917.  Gelis caudatus ingår i släktet Gelis och familjen brokparasitsteklar. Inga underarter finns listade i Catalogue of Life.